# Restrepia iris
Restrepia iris, commonly called the Rainbow Restrepia, là một loài lan đặc hữu của đông nam Ecuador.